# Феридун Заимоглу
Феридун Заимоглу (на немски: Feridun Zaimoglu) е германски писател и художник от турски произход, автор на романи, разкази, пиеси, стихотворения и есета.

## Биография
Феридун Заимоглу е роден на 4 декември 1964 г. в неголемия турски град Болу в семейството на гастарбайтер в Германия. Още през следваща 1965 г. отива с родителите си в Германия. До 1985 г. живее в Западен Берлин и Мюнхен. След като полага матура, Феридун следва медицина и изобразително изкуство в Кил, но прекъсва обучението си и от края на 1980-те години живее там като писател на свободна практика.
Става член на немския ПЕН клуб, а след 2011 г. е член на Свободната академия по изкуствата в Хамбург

## Творчество
Като журналист Заимоглу пише литературна критика и есета за различни издания като „Цайт“, „Велт“ и „Тагесшпигел“.
Централна тема в литературните му произведения е проблемът за приобщаването на второто и третото поколение турски имигранти към немската култура.
Още в първата си книга със стихове „Канак Шпрак“ („Kanak Sprak“) (1995) Заимоглу се опитва автентично да изобрази подривната сила на млади мъже, идващи от Турция в Германия. Така се противопоставя на романтичния възглед за мултикултурализъм.
През 2006 и 2008 г. излизат най-известните му творби, романите „Лейла“ („Leyla“) и „Любовен пожар“ („Liebesbrand“), в които разглежда съдбата на турски жени в застрашителни обстоятелства, като разказът се води в първо лице.
Наред с дейността си като писател Заимоглу си създава име като художник и куратор. Под заглавието „Канак атак. Третата турска обсада“ представя през март 2005 г. своя инсталация със знамена в Кунстхале, Виена.
Творби на Феридун Заимоглу са преведени на английски, италиански, испански, словенски, български и турски.